# Déjà Vu: A Nightmare Comes True
Déjà Vu: A Nightmare Comes True ist ein 1985 für den Apple Macintosh entwickeltes Computerspiel und gilt als das zweite Point-and-Click-Adventure.
Das Spiel wurde vom US-amerikanischen Entwickler ICOM Simulations mit dessen MacVenture-Engine entwickelt und zwischen 1987 und 1992 auf zahlreiche weitere Systeme portiert, darunter vor allem Atari ST, Amiga, DOS und Commodore 64, aber auch Konsolen und Handhelds. Eine direkte Fortsetzung erschien 1988 unter dem Titel Déjà Vu II: Lost in Las Vegas.

## Handlung
Das Spiel spielt in Chicago in den 1940er-Jahren und handelt vom Privatdetektiv Theodore "Ace" Harding, der durch Drogen seiner Erinnerung beraubt wurde und des Mordes verdächtigt wird. Harding ist ein ehemaliger Boxer, der jetzt als Privatdetektiv arbeitet. Zu Beginn des Spiels erwacht Ace auf einer Toilette und kann sich nicht erinnern, wer er ist und wie er dorthin gekommen ist. Es stellt sich schnell heraus, dass er sich in einer schäbigen Kneipe namens Joe's Bar befindet und eines Mordes verdächtig ist. Ein Stockwerk höher stolpert er über die Leiche eines Mannes, der von drei Kugeln tödlich getroffen wurde. In seiner eigenen Tasche findet Ace einen Revolver, in dem drei Kugeln fehlen. Es gibt verschiedene Hinweise zur Identität sowohl des Opfers als auch des Hauptcharakters. Ein Stuhl, der offenbar dazu diente, jemanden daran zu fesseln, dann ein Spritze, mysteriöse Fläschchen und die Spuren eines Einstichs am Arm des Detektivs deuten auf Kidnapping und Folterung hin. Ace kann sich jedoch nur schwer oder gar nicht mehr an Ereignisse der jüngeren Vergangenheit erinnern.
Aufgabe des Spielers ist es, die Spuren des Falles und Erinnerungs-Flashbacks des Privatdetektivs zusammenzusetzen und ein Gegenmittel für die Droge zu finden, die man ihm verabreicht hat. Seine Erinnerung und sein Geisteszustand verschlechtern sich im Spielverlauf immer weiter. Über die verschiedenen anderen Spielfiguren erhält man jedoch nach und nach verschiedene Adressen in der Umgebung der Bar. Zu diesen Orten, darunter auch sein eigenes Büro, unternimmt der Spieler Taxifahrten, um verschiedene kleinere Rätsel und den ganzen Fall zu lösen, bevor die Polizei den Detektiv verhaftet oder sich sein Verstand endgültig verabschiedet.

## Produktionsnotizen
Nach Erscheinen des ersten Apple Macintosh Anfang 1984 und unter dem Eindruck des zunehmenden Erfolgs mausgesteuerter grafischer Benutzeroberflächen, entschied sich ICOM Simulations, Inc. ein Spieleentwickler aus Wheeling, Illinois, für künftige Grafik-Adventures auf die klassische Texteingabe zu verzichten und voll auf Maussteuerung zu setzen. Dazu entwickelte ICOM die Spieleengine MacVenture. Déjà Vu war der erste von insgesamt vier auf dieser Engine entwickelten Spielen. Déjà Vu II war das letzte.
Die erste Version für den Macintosh erschien mit Schwarz-Weiß-Grafik auf zwei 3,5"-Disketten, single-sided mit je 400 kB. Um die notwendige Systemsoftware und alle Spielerdaten darauf unterzubringen, war einiger Aufwand für die Bildkompression erforderlich. Spätere Portierungen und der Nachfolger erhielten eine überarbeitete farbige Grafik und Sound. Im Jahr 1988 kam das Spiel auf Cartridge heraus, unter dem Titel Déjà Vu für das Nintendo Entertainment System und für Famicom, dessen japanische Version, als ディジャブ A Nightmare Comes True!!. 1999 wurde es auf einer gemeinsamen Cartridge mit seinem Nachfolger als Déjà Vu I & II: The Casebooks of Ace Harding für den Game Boy Color veröffentlicht.
Déjà Vu inspirierte zahlreiche weitere Spieleentwickler, vergleichbare Point-and-Click-Engines zu entwickeln. Vor allem die kalifornische Lucasfilm Games mit ihrem Script Creation Utility for Maniac Mansion und dem darauf 1987 entwickelten gleichnamigen Adventure, mit der sich das später in LucasArts umbenannte Unternehmen zu einem Marktführer des Genre der Point-and-Click-Adventures entwickelte.
Im Januar 2015 veröffentlichte die Firma Zojoi, die 2012 von ehemaligen ICOM-Angestellten gegründet worden war, über die Plattform Steam eine Version des Spiels, die die Originalgrafiken enthält, aber auf moderner Hardware lauffähig ist.

## Rezeption
Die ASM bezeichnete Déjà Vu als „hervorragendes Beispiel für die Anwendung von Windowtechnik“ und lobte Grafik und Atmosphäre des Spiels, das in Summe ein „herausragendes Adventure“ darstelle.
Das Spiel wurde 1986 von der Software Publishers Association (SPA) als Best Entertainment Product ausgezeichnet.